# Yao (peuple d'Asie)
Ne doit pas être confondu avec Yao (peuple d'Afrique).
Pour les articles homonymes, voir Yao et Dao.

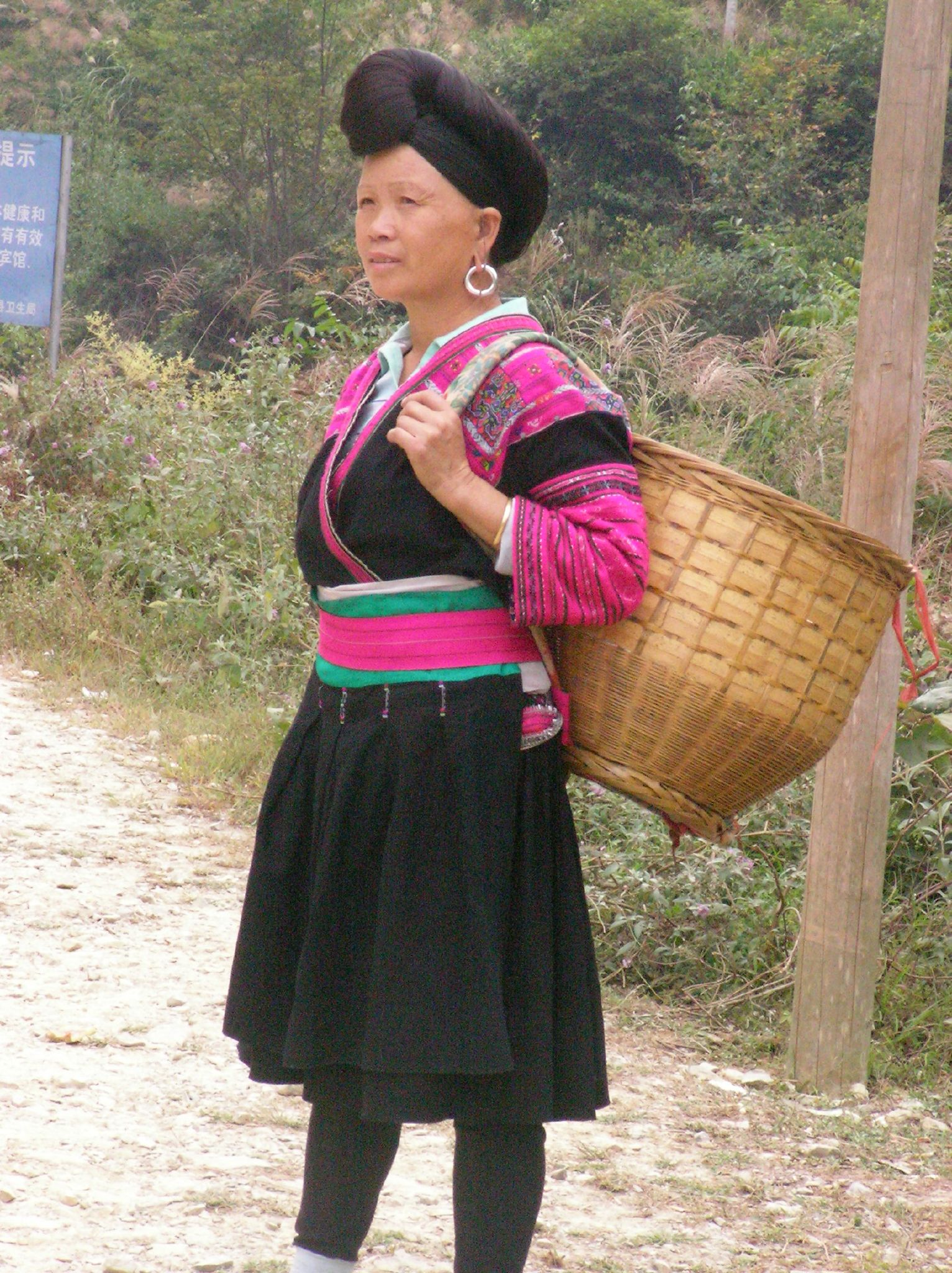
Femme yao et panier tressé, porté sur le dos

Les Yao (chinois : 瑶族 ; pinyin : yáo zú ; vietnamien : người Dao) ou encore Mien sont un groupe ethnique constituant l'un des cinquante-six groupes ethniques officiellement identifiés par la république populaire de Chine.
Ils résident dans les terres montagneuses du Sud-Ouest et du Sud de la Chine, ainsi que dans les pays limitrophes : Birmanie, Laos et Viêt Nam.
À la fin du XXe siècle, ils étaient environ 2 600 000 en Chine. Les Yao habitent également dans le nord du Laos (Mun à Houei Sai), dans le nord du Viêt Nam et en Birmanie. Ils sont environ 60 000 en Thaïlande, et représentent l'une des six principales populations des collines. Ils s'appellent eux-mêmes les Mien (ce qui signifie « personne ») ou Iu-Mien.

## Origines
Les origines des Yao remontent à 2 000 ans au moins, dans la province chinoise du Hunan.
Sous la dynastie des Tang (618-907), les Yao obtiennent le droit de vivre librement à condition de rester dans les montagnes et de ne pas se mélanger aux Hans.
Les peuples yao et miao participent aux rébellions miao contre la dynastie Ming[réf. nécessaire].
Lorsque les Chinois Han s'établissent dans le sud de la Chine, les Yao se retirent dans les montagnes, entre le Hunan et Guizhou au nord et entre Guangdong et Guangxi au sud, en s'étendant vers l'est du Yunnan
Vers 1890, le gouvernement de Guangdong commence à prendre des mesures contre les Yao au nord-ouest du Guangdong

## Religion, culture

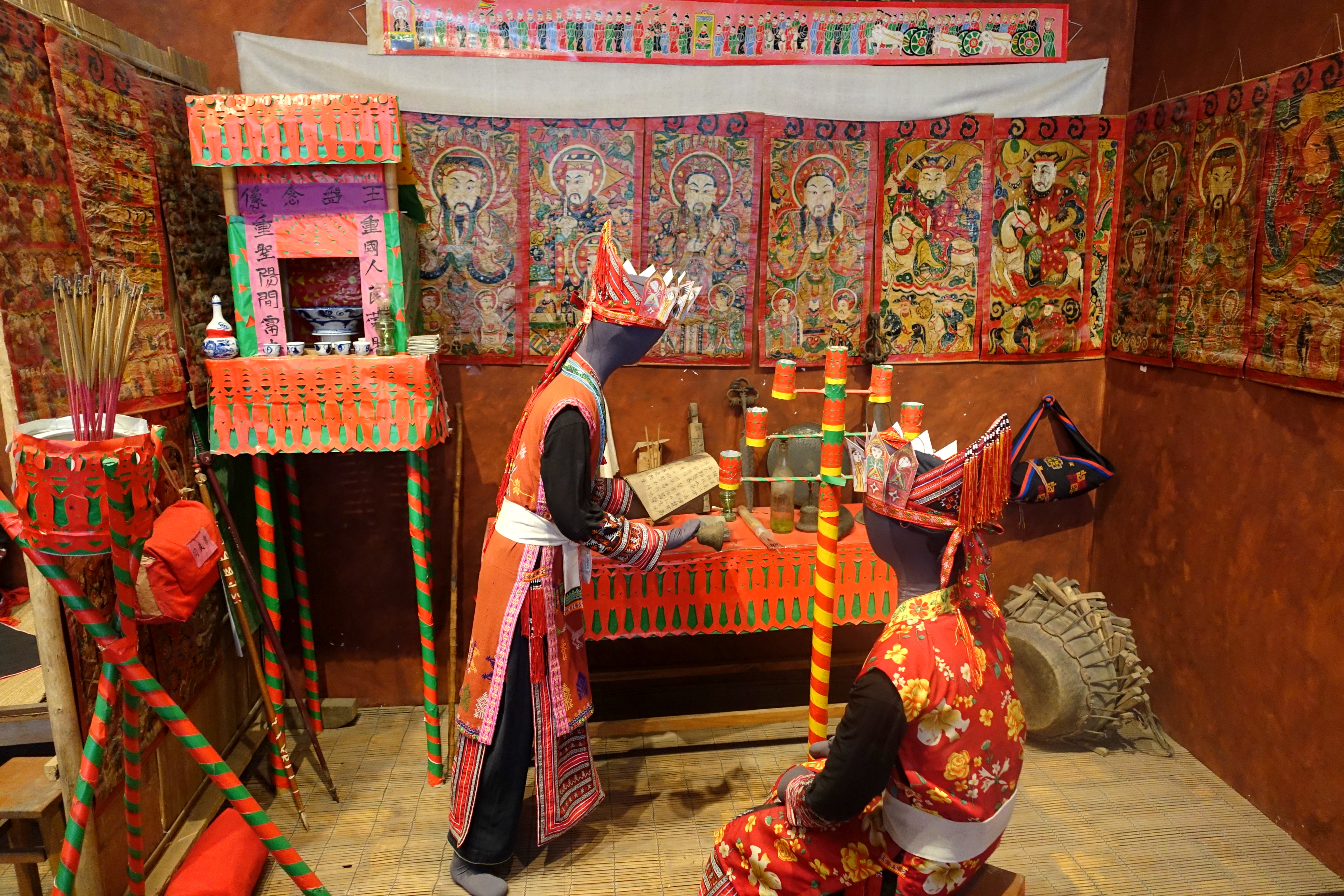
Reconstitution d'un rituel taoïste Yao, Musée d'ethnographie du Viêt Nam, Hanoï, Vietnam

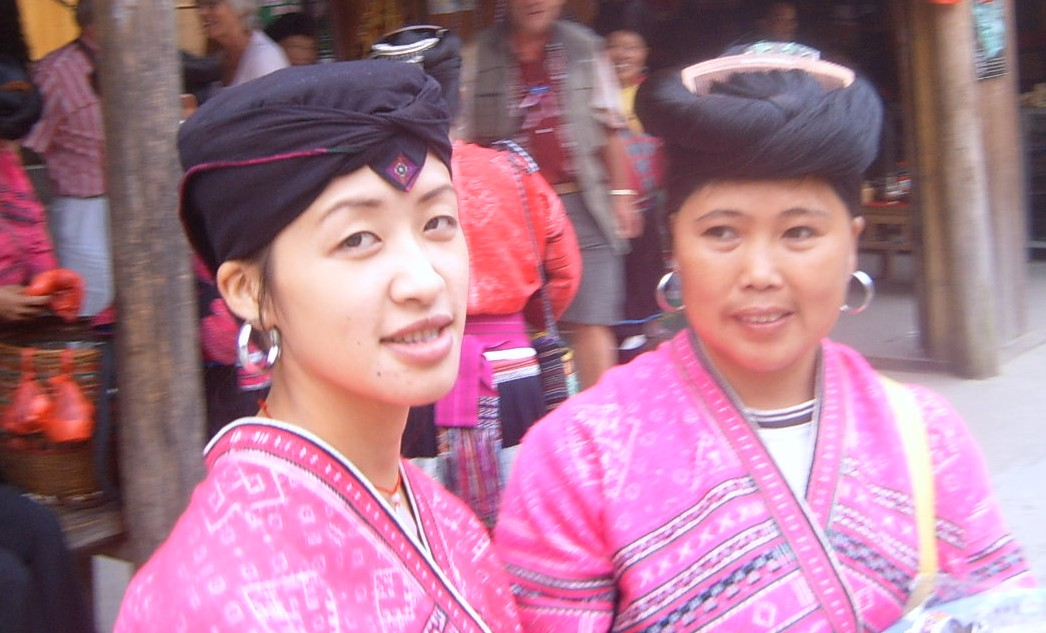
Les femmes yao célibataires masquent leur façon de se coiffer

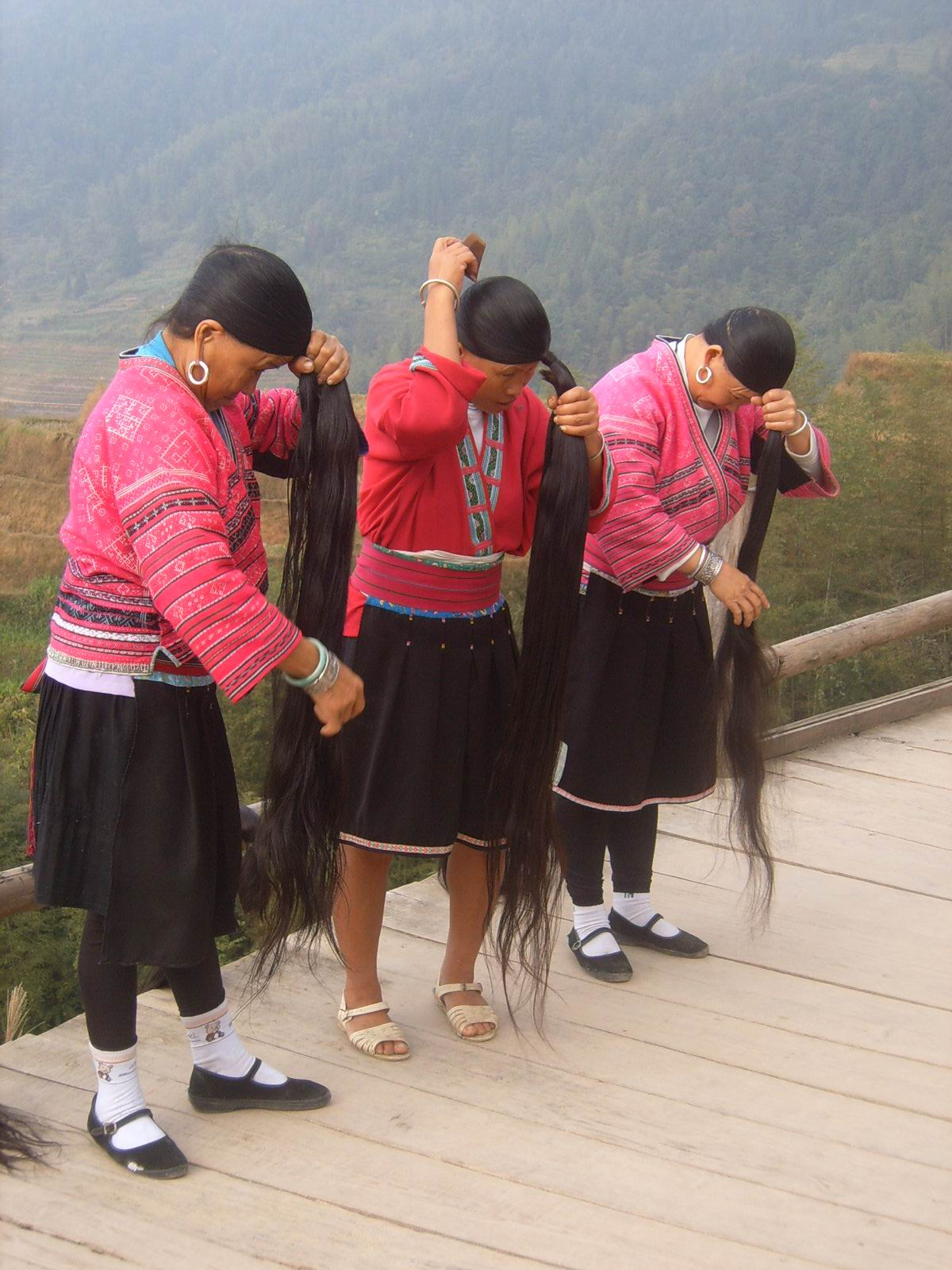
Femmes yao montrant leur chevelure

La religion des Yao est le taoïsme. C’est une religion dans laquelle il n’y a pas de lieu de culte, on va réaliser la cérémonie en aménageant la maison de la personne à qui elle est destinée.
En Thaïlande, les paysannes yao gardent en permanence autour du cou un boa de fourrure rouge écarlate. Leurs enfants sont coiffés d'un bonnet brodé avec trois gros pompons symbolisant le bonheur, la richesse et la longévité.
Les vêtements sont tissés par les femmes et richement décorés de broderies parfois très fines. Des parures de bijoux sont ajoutées à l'occasion des fêtes.
Les paysannes yao ne se coupent les cheveux que deux fois dans leur vie : une fois à l'âge de 18 ans et une fois à 38 ans[réf. nécessaire] ; c'est en effet, pour leur ethnie, un critère de beauté. Elles coiffent leurs cheveux en les remontant sur leur tête et en ajoutant à leur coiffure des cheveux déjà coupés ou tombés, qu'elles ont reçus en héritage de leur mère et de leur grand-mère.
En Chine, la plupart des Yao habitent désormais en ville, où les mariages entre Yao et Han sont fréquents, mais ces couples mixtes choisissent pour leurs enfants la nationalité yao plutôt que han en raison de la discrimination positive dont bénéficient les minorités, notamment lors des examens universitaires, ce qui gonfle artificiellement le nombre des Yao.
Un morceau de musique classique pour orchestre philharmonique chinois, Air de danse du peuple Yao (zh) (瑶族舞曲 / 瑤族舞曲, yáozú wǔqǔ), composé par Liu Tieshan (刘铁山 et Mao Yuan (茅沅) en 1952 représente les danses de ce peuple. C'est une œuvre influencée par la composition philharmonique occidentale et la Danse yao des longs tambours (瑶族长鼓舞歌), utilisant l'harmonie et les instruments traditionnels chinois.

Le Musée de l'Avallonnais consacre 7 salles aux Yao Mien et Mun de Chine, Vietnam, Laos et Thaïlande, avec la collection donnée au musée en 2008 par l'ethnologue Jess G. Pourret,, Commencée dans les années 1980  par ce résident français en Thaïlande, cette collection est la plus complète et la plus importante réunion d'objets témoins, de documents taoïstes, de costumes et de textiles, de bijoux en argent jamais réunis sur ce peuple

Musée de l'Avallonnais
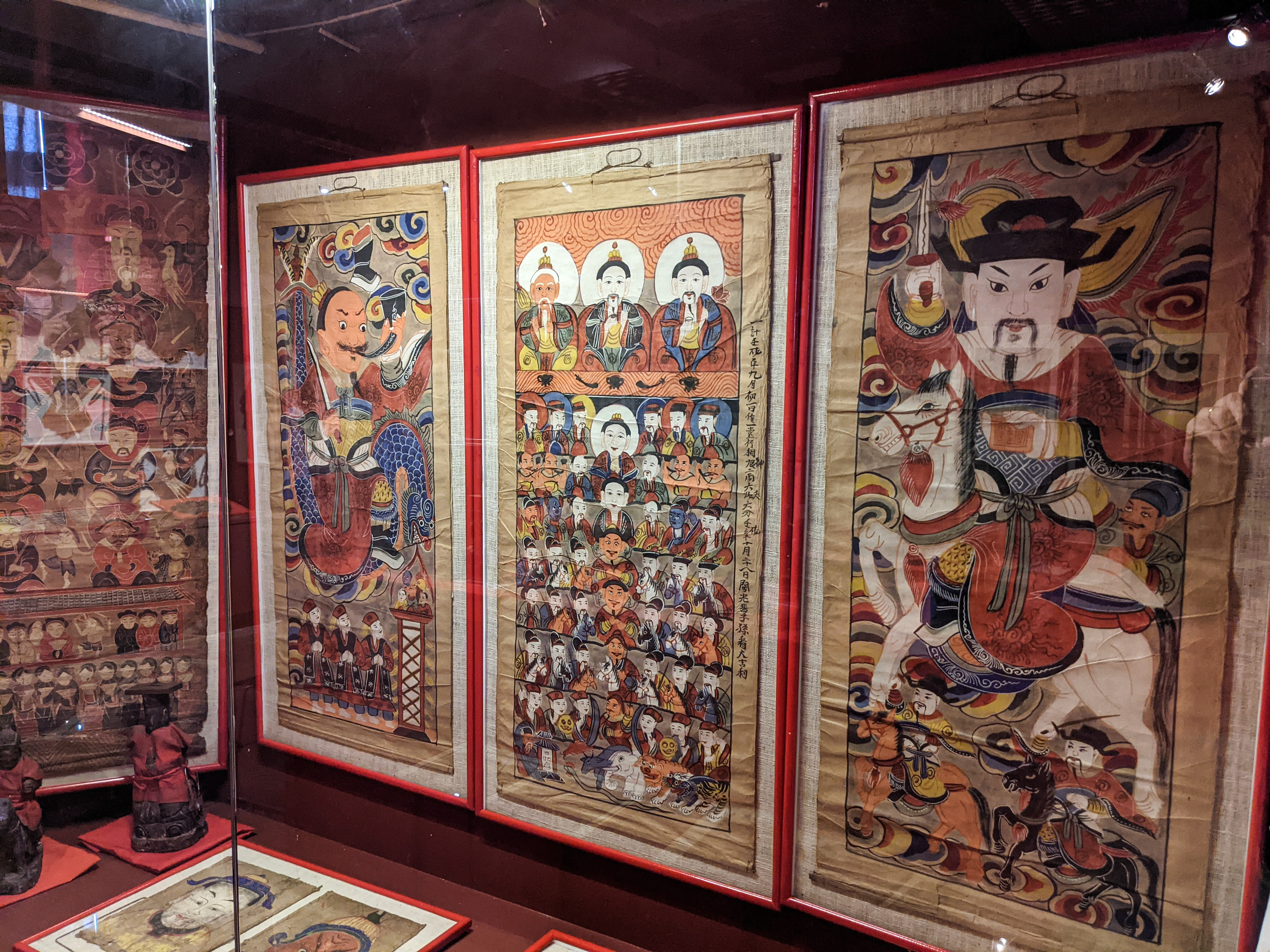
Tapisseries Yao
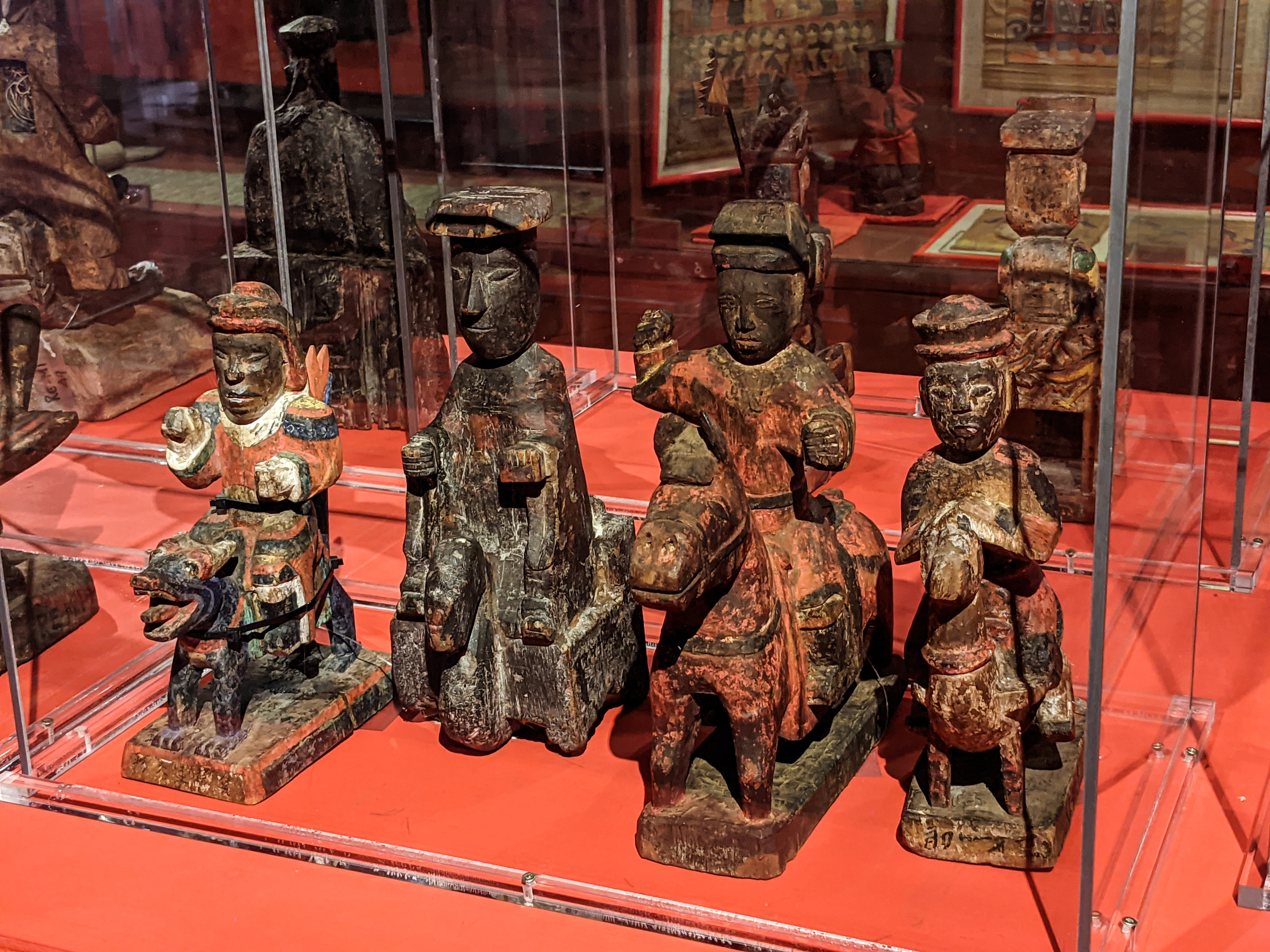
Statuettes Yao